# Cabra de Mora
Cabra de Mora is een gemeente in de Spaanse provincie Teruel in de regio Aragón met een oppervlakte van 34,31 km². Cabra de Mora telt 68 inwoners (1 januari 2016).

## Demografische ontwikkeling
Bron: INE, 1857-2011: volkstellingen